# Michael Dalle Stelle
Michael Dalle Stelle (* 5. Juli 1990 in Padua) ist ein ehemaliger italienischer Rennfahrer.

## Karriere
1998 begann der junge Italiener seine Karriere im Kartsport und betrieb diese Sportart bis 2006. 2007 wechselte Dalle Stelle in die italienische Formel Azzura und wurde Siebter im Gesamtklassement. 2008 bestritt der Nachwuchsrennfahrer eine Saison in der italienischen Formel-3-Meisterschaft und wurde für Minardi startend Neunter in der Gesamtwertung. In der GP2-Asia-Serie-Saison 2008/2009 startete der damals 18-jährige Rennfahrer ab dem zweiten Saisonrennen an der Seite von Davide Valsecchi für Durango. Dalle Stelle, dessen beste Platzierung Platz 17 beim ersten Rennen war, blieb die gesamte Saison punktelos. 2009 fand Dalle Stelle kein Renncockpit für die komplette Saison. Daher musste er sich mit vier Rennen in der italienischen Formel-3-Meisterschaft und zwei Rennen in der Euroseries 3000 zufriedengeben.

## Karrierestationen
- 1998–2006: Kartsport
- 2007: Italienische Formel Azzura (Platz 7)
- 2008: Italienische Formel-3-Meisterschaft (Platz 9)
- 2009: GP2-Asia-Serie (Platz 39)